# Wisdom-Hengxiang Cycling Team/Saison 2016
Dieser Artikel listet Erfolge und Fahrer des Radsportteams Wisdom-Hengxiang Cycling Team in der Saison 2016 auf.

## Erfolge in der UCI Asia Tour
| Datum         | Rennen                        | Kat. | Sieger       |
| ------------- | ----------------------------- | ---- | ------------ |
| 21. Mai       | 3. Etappe Tour de Flores      | 2.2  | Ronald Yeung |
| 22. Mai       | 4. Etappe Tour de Flores      | 2.2  | Liu Jianpeng |
| 18. September | Prolog Tour of China II (EZF) | 2.1  | Thomas Rabou |

| Datum        | Rennen                   | Kat. | Sieger        |
| ------------ | ------------------------ | ---- | ------------- |
| 18. November | 3. Etappe Tour of Fuzhou | 2.1  | Jingbiao Zhao |

## Abgänge – Zugänge
| Zugänge      | Team 2015          | Abgänge     | Team 2016 |
| ------------ | ------------------ | ----------- | --------- |
| Thomas Rabou | Attaque Team Gusto | Gao Zhikang | Unbekannt |
| Ronald Yeung | Attaque Team Gusto | Guo Xinlong | Unbekannt |
| Chen Mingrun |                    |             |           |

## Mannschaft
| Name          | Geburtstag         | Nationalität        |
| ------------- | ------------------ | ------------------- |
| Chen Mingrun  | 17. August 1996    | Volksrepublik China |
| Li Yingjun    | 27. August 1996    | Volksrepublik China |
| Liu Jianpeng  | 12. März 1993      | Volksrepublik China |
| Ma Guangtong  | 5. Mai 1995        | Volksrepublik China |
| Thomas Rabou  | 12. Dezember 1983  | Niederlande         |
| Wang Bo       | 12. September 1993 | Volksrepublik China |
| Wang Meiyin   | 26. Dezember 1988  | Volksrepublik China |
| Yan Meng      | 11. April 1995     | Volksrepublik China |
| Ronald Yeung  | 30. Juli 1988      | Hongkong            |
| Zhao Jingbiao | 6. März 1995       | Volksrepublik China |
| Zheng Zhang   | 1. Februar 1995    | Volksrepublik China |